# 金翅雀 (電影)
是一部2019年的美國劇情片，改編自唐娜·塔特的同名小說。由約翰·克勞利執導，安塞爾·埃爾格特、薇拉·費茲傑羅、阿奈林·巴納德、芬恩·沃夫哈德和妮可·基嫚主演。故事講述經歷恐怖攻擊失去母親的西奧·戴克參與偽造藝術品所延伸的經歷。
該片定於2019年9月13日在美國上映。發行後的票房表現不佳，導致電影成為票房炸彈，據估計製片商損失高達5000萬美元。電影同時收獲普遍負面的評價，評論主要批評情節和敘事的問題，電影的攝影和演員的表現則受到好評。

## 劇情
西奧·戴克幼時在一家藝術博物館遭受恐怖爆炸襲擊，他的母親在襲擊中身亡。此後他經歷了一系列冒險活動，且在不知情的情況下，參與偽造藝術品。

## 演員
| 演員                            | 角色                                                | 備註                                                                       |
| 安塞爾·埃爾格特 Ansel Elgort    | 西奧多·「西奧」·戴克 Theodore "Theo" Decker         | 賴瑞的兒子。                                                               |
| 奥克斯·弗格雷 Oakes Fegley      | 西奧多·「西奧」·戴克 Theodore "Theo" Decker         | 幼年西奧。                                                                 |
| 阿奈林·巴納德 Aneurin Barnard   | 鮑里斯 Boris                                        | 一個烏克蘭移民的兒子，西奧的親密朋友。                                     |
| 芬恩·伍法德 Finn Wolfhard       | 鮑里斯 Boris                                        | 幼年鮑里斯。                                                               |
| 艾希莉·卡明斯 Ashleigh Cummings | 琵琶 Pippa                                          | 西奧傾慕的女孩。                                                           |
| 艾梅·勞倫斯 Aimee Laurence      | 琵琶 Pippa                                          | 幼年琵琶。                                                                 |
| 傑佛瑞·懷特 Jeffrey Wright      | 霍比 Hobie                                          | 西奧的導師，皮帕的法定監護人。                                             |
| 盧克·威爾遜 Luke Wilson         | 賴瑞·戴克 Larry Decker                              | 西奧的懶鬼父親，一個失敗的演員、賭徒和酗酒者。                             |
| 薇拉·費茲傑羅 Willa Fitzgerald  | 琪西·巴伯 Kitsey Barbour                            | 西奧的未婚妻，普拉特的妹妹，安迪的姐姐。                                   |
| 妮可·基嫚 Nicole Kidman         | 巴伯太太 Mrs. Barbour                               | 琪西、普拉特和安迪的母親，撫養西奧長大。一個看似冷酷但善良富有的社交名媛。 |
| 莎拉·保罗森 Sarah Paulson       | 珊卓 Xandra                                         | 賴瑞·德克爾的女朋友。                                                      |
| 萊恩·福斯特 Ryan Foust          | 安迪·巴伯 Andy Barbour                              | 琪西和普拉特的弟弟，西奧的朋友。                                           |
| 盧克·克萊恩坦克 Luke Kleintank  | 普拉特·巴伯 Platt Barbour                           | 琪西和安迪的哥哥。                                                         |
| 傑克·迪法科 Jack DiFalco        | 普拉特·巴伯 Platt Barbour                           | 幼年普拉特。                                                               |
| 丹尼斯·奧哈爾 Denis O'Hare      | 盧修斯·李維 Lucius Reeve                            | 發現了西奧秘密，心術不正的藝術收藏家。                                     |
| 彼得·雅各布森 Peter Jacobson    | 西爾先生 Mr. Silver                                 |                                                                            |
| 喬伊·斯洛尼克 Joey Slotnick     | 戴夫 Dave                                           |                                                                            |
| 羅伯特·喬伊 Robert Joy          | 韋爾頓·「韋蒂」·布萊克威爾 Welton "Welty" Blackwell | 霍比的搭檔。                                                               |

## 製作

### 開發
2016年7月，華納兄弟和RatPac娛樂獲得了《金翅雀》同名小說的影視化版權。兩年後，約翰·克勞利被選為電影導演。
2017年8月，華納兄弟與亞馬遜工作室達成協議，共同投資該電影。亞馬遜將出資超過電影預算的三分之一，並獲得電影在其線上流媒體的播放權，華納兄弟負責在全球影院發行電影。

### 選角
2017年10月，經歷兩個月的選角之後，曾主演電影《玩命再劫》的安塞爾·埃爾格特確定出演男主角西奧多·德克爾。隨後，出演過《敦克爾克大行動》的阿奈林·巴納德確認飾演鮑里斯。11月，莎拉·保罗森出演角色桑德拉。12月，薇拉·費茲傑羅和阿什利·卡明斯加入影片演員陣容。
2018年1月，傑佛瑞·懷特、芬恩·伍法德和盧克·威爾遜確認出演影片。月底影片正式開拍，并公佈了餘下的主演陣容。

### 拍攝
2018年1月23日，影片在紐約開始主體拍攝。4月3日，劇組移至新墨西哥州阿布奎基開始後續拍攝。

## 資料來源
1. 1 2 3 4  . Variety Insight.   [2018年8月18日]. （原始内容存档于2018-10-21） （美国英语）.
2. 1 2 3  . Variety.   [2018年8月18日]. （原始内容存档于2018-06-25） （美国英语）.
3. ↑  McNary, Dave. . Variety. 2017-11-30  [2018-08-18]. （原始内容存档于2018-02-21） （美国英语）.
4. ↑  Fleming Jr, Mike. . Deadline. 2014年7月28日  [2018年8月18日]. （原始内容存档于2018-09-20） （美国英语）.
5. ↑  Fleming Jr, Mike. . Deadline. 2016年7月20日  [2018年8月18日]. （原始内容存档于2018-07-05） （美国英语）.
6. ↑  Kroll, Justin. . Variety. 2017年10月4日  [2018年8月18日]. （原始内容存档于2018-08-28） （美国英语）.
7. ↑  Kroll, Justin. . Variety. 2017年10月12日  [2018年8月18日]. （原始内容存档于2018-07-04） （美国英语）.
8. ↑  Kroll, Justin. . Variety. 2017年11月15日  [2018年8月18日]. （原始内容存档于2018-08-15） （美国英语）.
9. ↑  N'Duka, Amanda. . Deadline. 2017年12月6日  [2018年8月18日]. （原始内容存档于2018-05-29） （美国英语）.
10. ↑  Kroll, Justin. . Variety. 2017年12月18日  [2018年8月18日]. （原始内容存档于2018-06-14） （美国英语）.
11. ↑  Kroll, Justin. . Variety. 2018年1月10日  [2018年8月18日]. （原始内容存档于2018-06-15） （美国英语）.
12. ↑  . The Hollywood Reporter.   [2018年8月18日]. （原始内容存档于2019-01-09） （美国英语）.
13. ↑  . The Hollywood Reporter.   [2018年8月18日]. （原始内容存档于2018-06-12） （美国英语）.
14. ↑  Kroll, Justin. . 2018年1月19日  [2018年8月18日]. （原始内容存档于2018-04-30） （美国英语）.
15. 1 2  . BusinessWire. 2018年1月23日  [2018年8月18日]. （原始内容存档于2018-09-03） （美国英语）.
16. ↑  Torres, Libby. . Bedford+Bowery. 2018年1月26日  [2018年8月18日]. （原始内容存档于2018-08-12） （美国英语）.
17. ↑  Grant, Justina. . Deadline. 2018年4月2日  [2018年8月18日]. （原始内容存档于2019-07-01） （美国英语）.

## 外部連結
- 互联网电影数据库（IMDb）上《金翅雀》的资料（英文）